# 沃爾德克-盧梭峰
66°9′S 65°38′W / 66.150°S 65.633°W

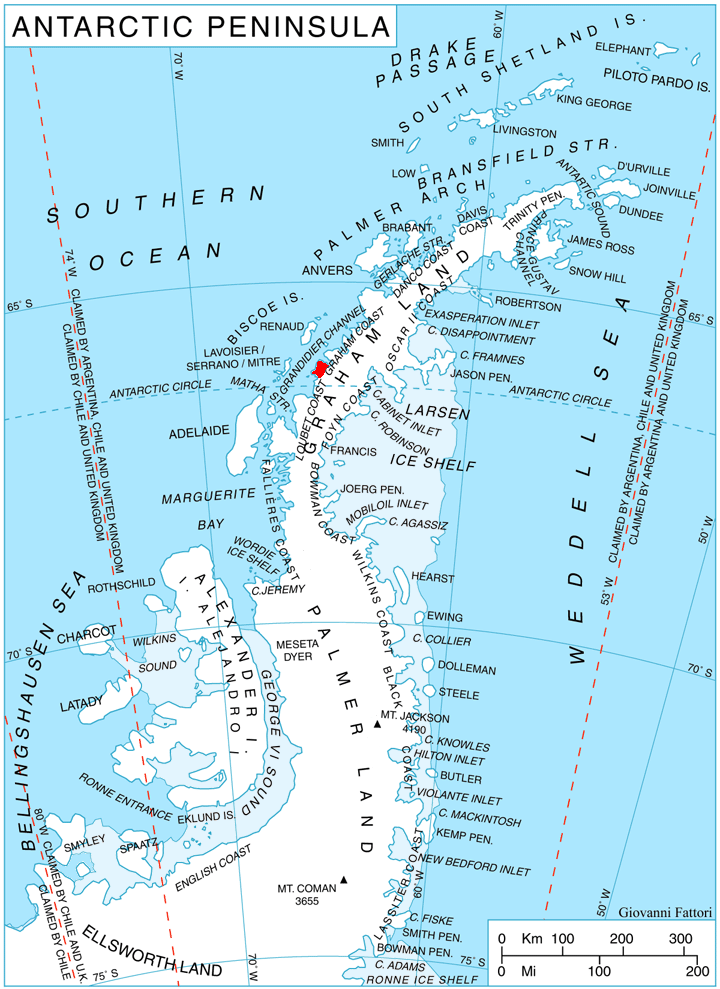

沃爾德克-盧梭峰（Waldeck-Rousseau Peak），是南極洲的zz山峰，位於葛拉漢地西岸的盧貝海岸，處於埃文森角東北面6公里的斯特雷舍半島，由讓-巴蒂斯特·夏古率領的法國探險隊繪入地圖，現時由南極條約體系管理。